# Arma da fuoco artigianale

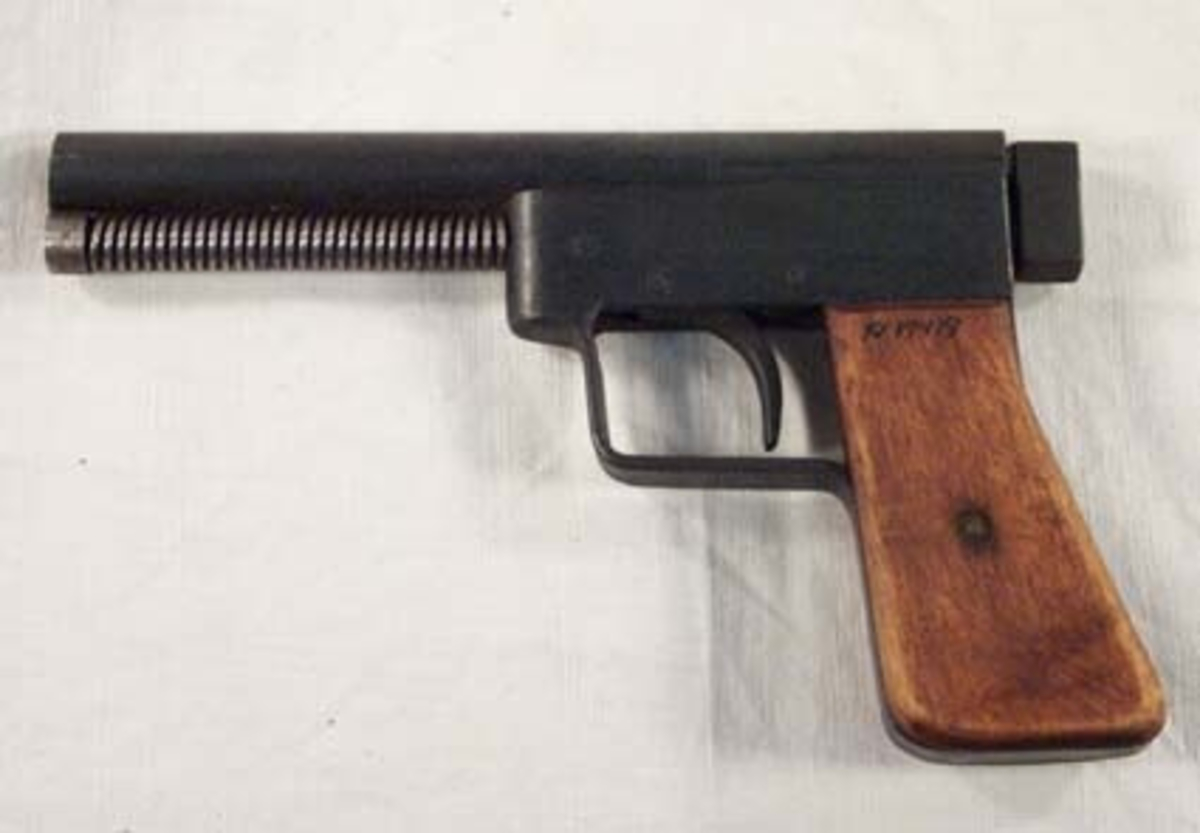
Una pistola artigianale, confiscata dalla polizia svedese e donata al Museo di Vänersborg nel 1985

Un'arma da fuoco artigianale o improvvisata (in inglese talora chiamata zip gun, pipe gun, o slam gun) è un'arma da fuoco costruita da soggetti diversi da una fabbrica d'armi o da un armaiolo, e tipicamente viene realizzata adattando allo scopo materiali già esistenti. La sua qualità può variare dall'arma rozza che può essere pericolosa per chi la usa come per il bersaglio, all'arma di alta qualità prodotta da qualche tipo di verlagssystem utilizzando materiali di recupero ricondizionati specificamente.
Talvolta sono utilizzate da criminali, terroristi ed attivisti politici e talvolta sono associate a gruppi di quei generi; possono ancora trovare impiego per autodifesa in zone prive di un ordinamento giuridico efficace, o per la caccia in zone rurali povere.

## Tipologie

### Armi-penna

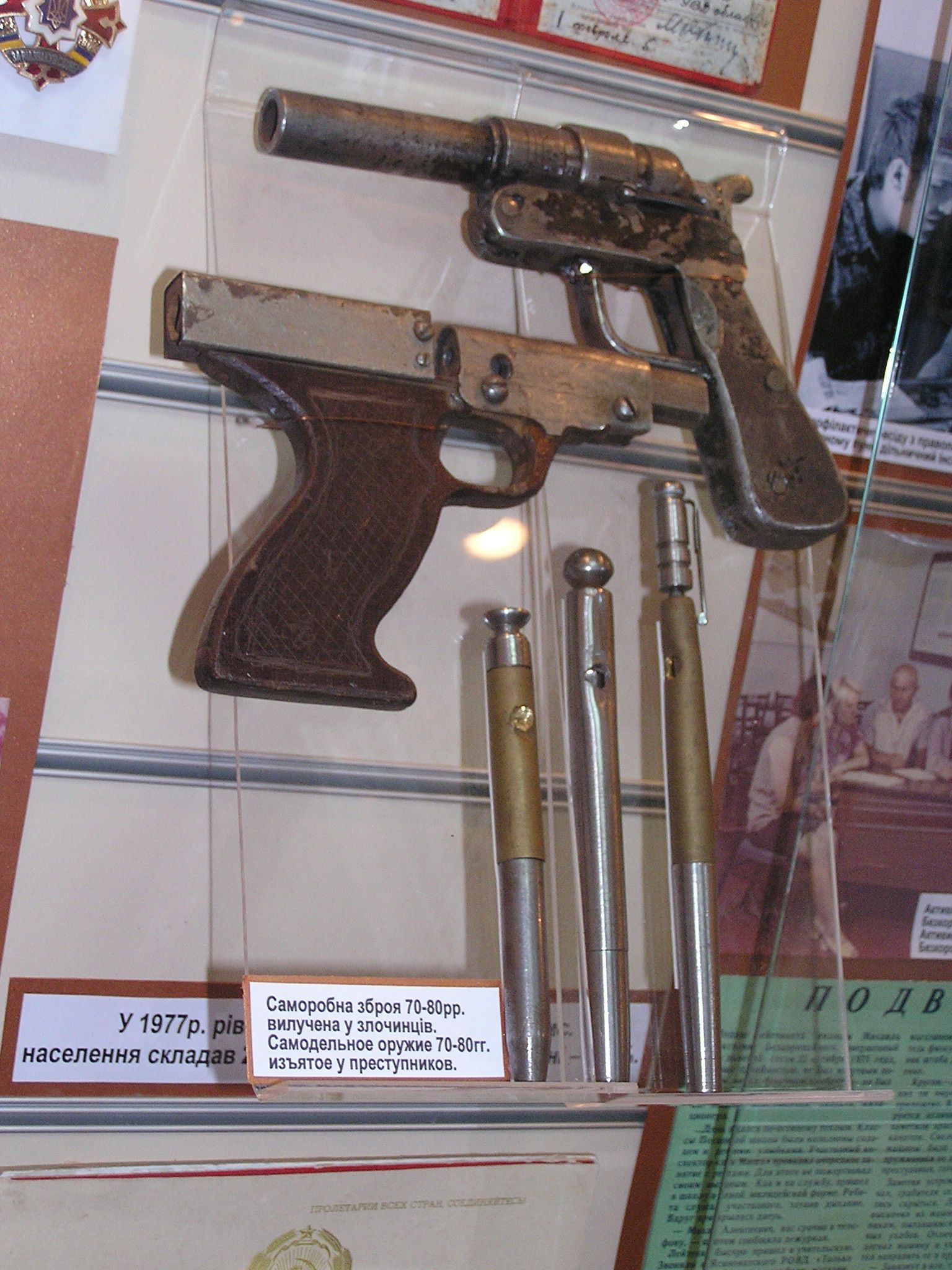
Varie armi fatte in casa, tra cui alcune armi-penna, esposte al Museo della militsiya di Donec'k

Le armi-penna sono armi da fuoco analoghe alle zip gun che assomigliano a penne Sono generalmente di piccolo calibro (ad esempio .22 LR, .25 ACP, .32 ACP, e simili) e sono a colpo singolo. Gli esempi più antichi di armi-penna funzionavano con cartucce a spillo, ma i tipi moderni sono a percussione anulare o centrale. Alcune armi-penna non sono progettate per sparare cartucce ordinarie, ma piuttosto cartucce a salve, bengala, o cartucce contenenti gas lacrimogeno.
Negli Stati Uniti, le armi-penna che sparano proiettili o munizione spezzata non richiedono una riconfigurazione per sparare (ad esempio, ripiegarsi per assumere la forma di una pistola) e sono sottoposte alla normativa federale come Any Other Weapon (Title II). Vanno registrate ai sensi del National Firearms Act e sono gravate da un'imposta di 200 $ per la fabbricazione o di 5 $ per il trasferimento.

### Armi-tubo
Le armi-tubo comparvero per la prima volta nelle Filippine durante la Seconda guerra mondiale. Il "paliuntod" è un tipo di fucile a canna liscia artigianale comunemente usato da guerriglieri e truppe congiunte americane-filippine che restarono dietro le linee giapponesi dopo la ritirata di Douglas MacArthur. Costituiti di due pezzi di tubo che si adattano perfettamente l'uno all'altro, i "paliuntod" erano semplici armi a colpo singolo. Queste armi-tubo sono ancora usate sia da criminali sia da ribelli nelle Filippine.
Nel 1946 le armi-tubo furono brevettate da Iliff D. "Rich" Richardson, che aveva combattuto con gli insorgenti filippini durante l'occupazione giapponese. Fabbricati da "Richardson Industries" come "Model R5 Philippine Guerrilla Gun", questi fucili a canna liscia 12 gauge all'epoca erano venduti per 7 $.
Le versioni improvvisate sono fatte con due tubi e un tappo in fondo; di solito sparano cartucce da caccia. Per azionare l'arma, il tiratore inserisce una cartuccia da caccia nel tubo più stretto, infila quest'ultimo nel tubo più largo, e lo fa scorrere indietro con forza finché il fondello della cartuccia urta uno spillo percussore fissato nel tappo che termina l'arma posteriormente.

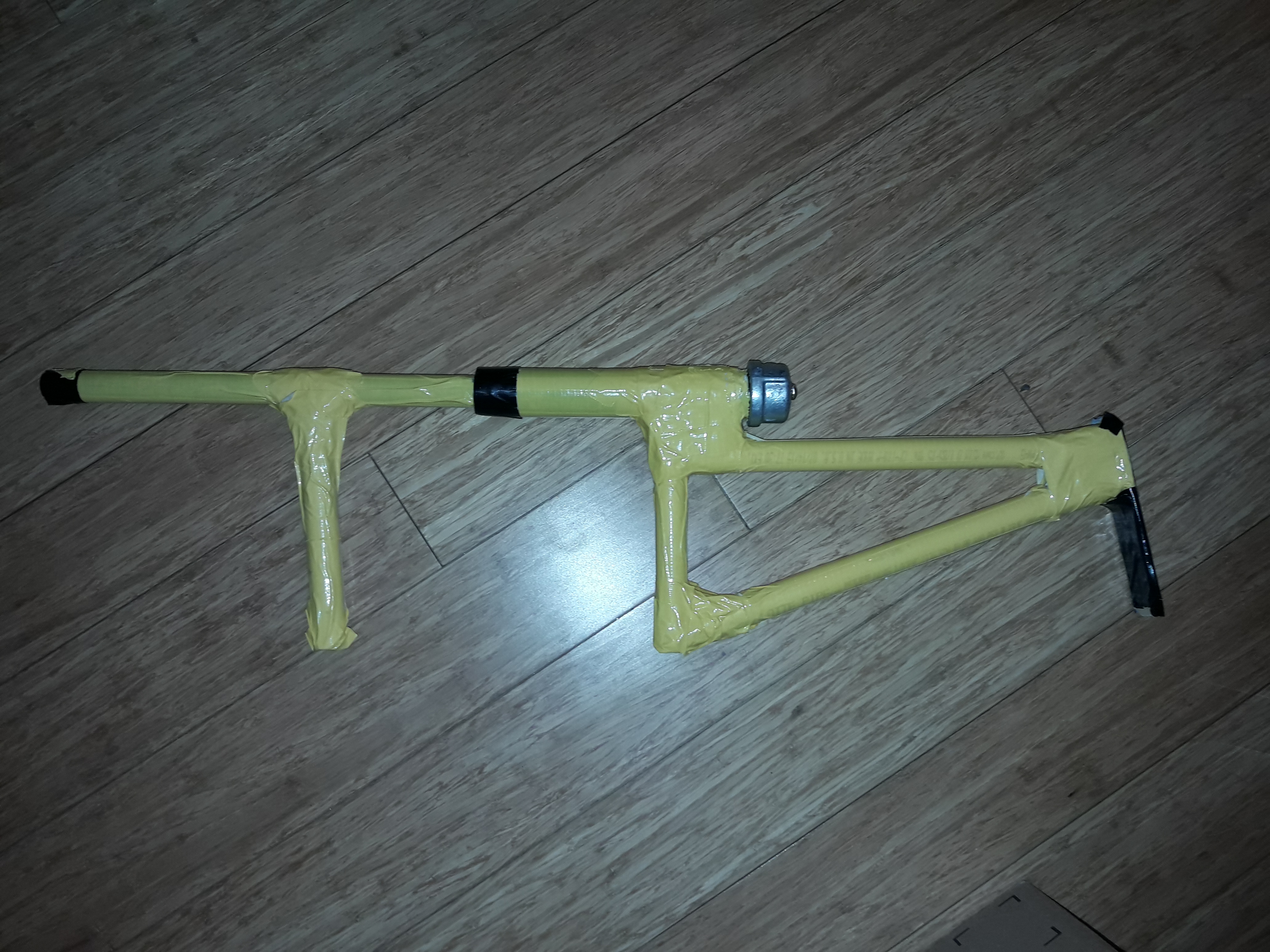
Un fucile a canna liscia fatto in casa che spara cartucce .410.

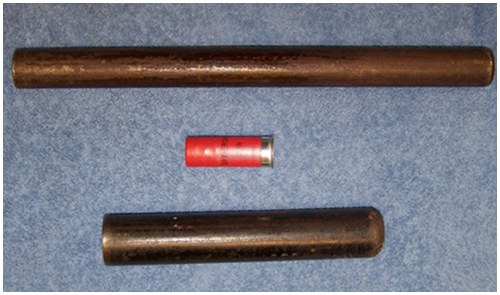
Arma a pallini improvvisata; mostrata la canna, il ricevitore e un proiettile calibro 12
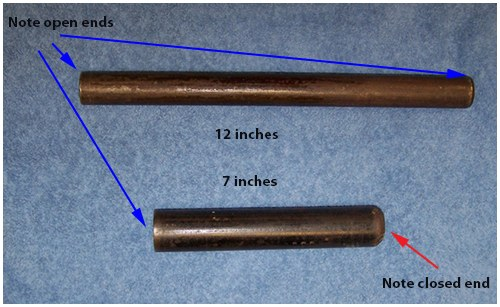
Arma-tubo improvvisata; dimensioni
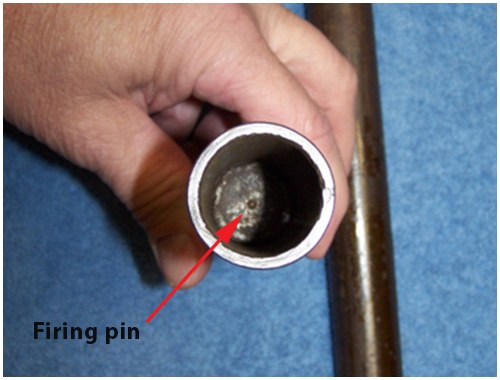
Arma a pallini improvvisata; mostrato il percussore all'interno del castello
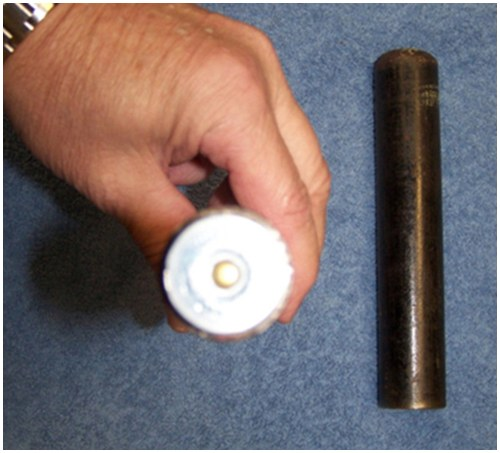
Arma a pallini improvvisata; mostrato un proiettile da caccia calibro 12

### Armi prodotte con stampa 3D

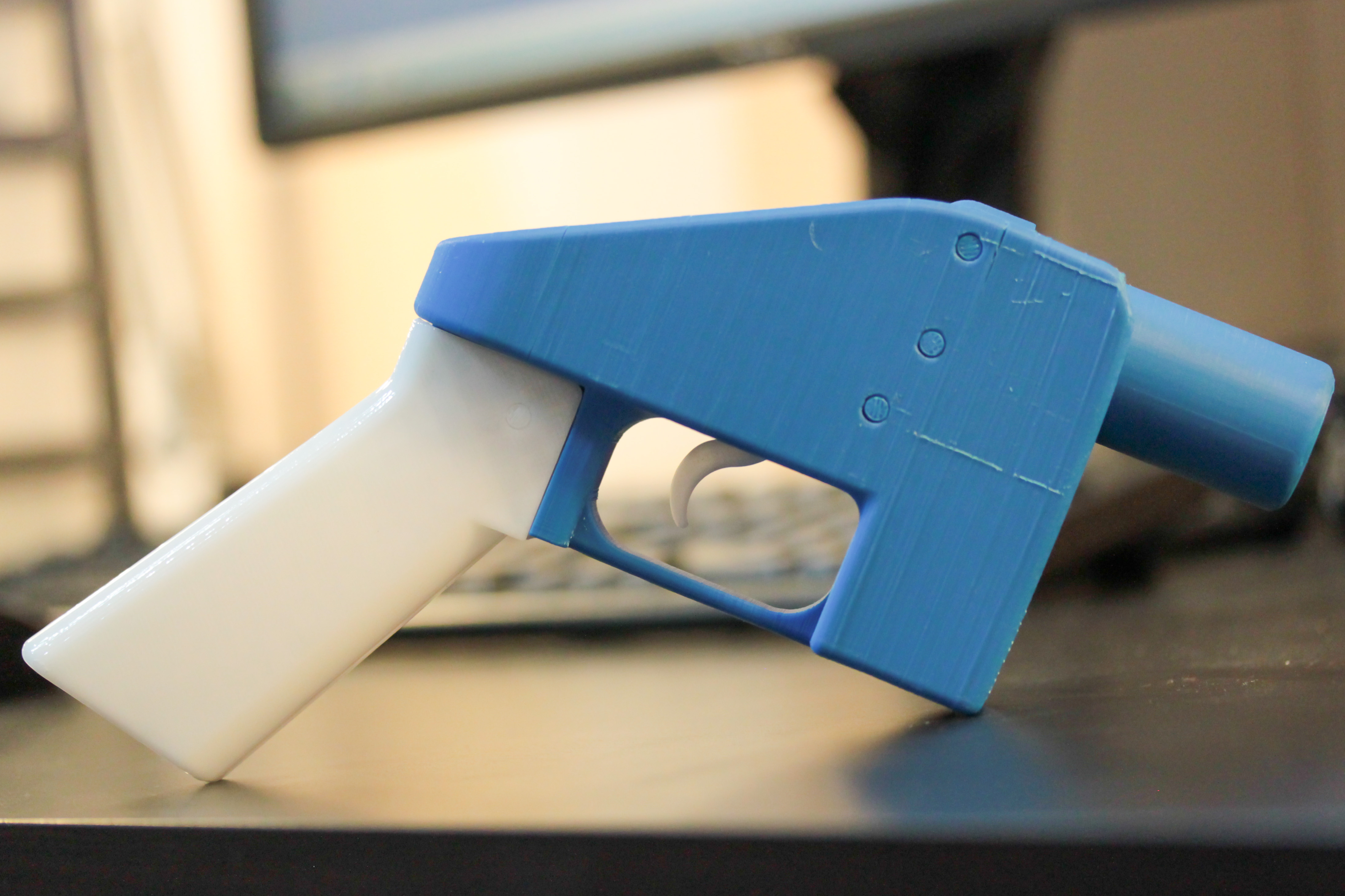
La 'Liberator' è una pistola a colpo singolo stampabile in 3D, il primo progetto di questo genere ampiamente disponibile online

Nel 2012 il gruppo USA Defense Distributed rivelò i progetti per sviluppare un'arma in plastica funzionante che potesse essere scaricata e riprodotta da chiunque con una stampante 3D. La Liberator è un'arma a colpo singolo stampabile in 3D grazie al primo progetto di arma da fuoco stampabile reso ampiamente disponibile online. L'impresa open source Defense Distributed progettò l'arma e pubblicò i progetti il 6 maggio 2013. Tali progetti furono scaricati oltre 100 000 volte in due giorni prima che il Dipartimento di Stato degli Stati Uniti d'America chiedesse a Defense Distributed di ritirare i progetti.

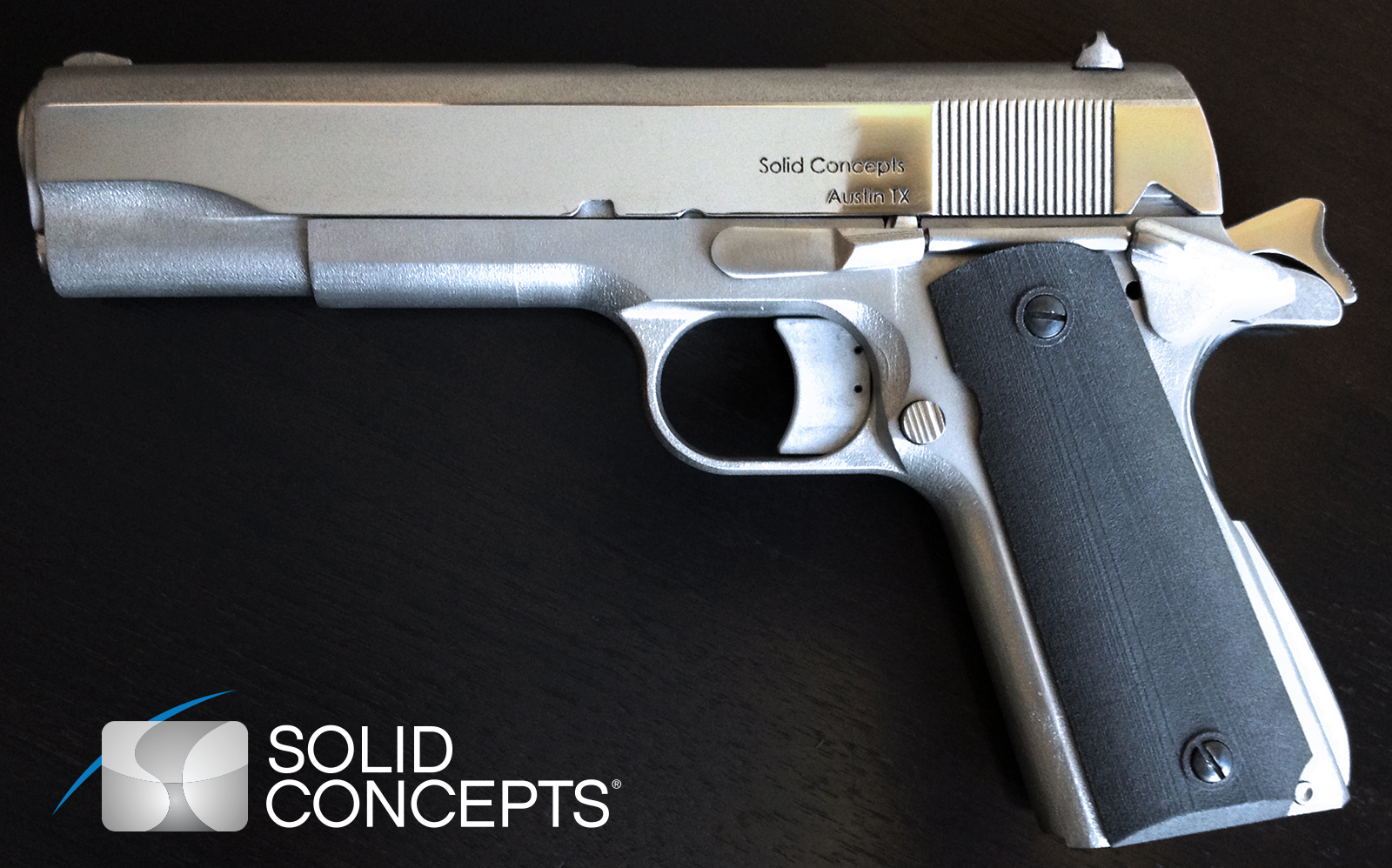
La pistola 1911 stampata in 3D di Solid Concepts

La Defense Distributed ha progettato anche un castello inferiore, stampato in 3D, per fucile tipo AR-15 (in grado di resistere allo sparo di oltre 650 cartucce) e numerosi caricatori, tra cui quello per l'AK-47. Nel 2013 l'impresa californiana Solid Concepts dimostrò che è possibile costruire una versione stampata in 3D della Colt M1911, in metallo, utilizzando una stampante 3D industriale. Nel 2015 Cody Wilson, fondatore della Defense Distributed, citò in giudizio il governo degli Stati Uniti lamentando la violazione della libertà di parola e nel 2018 il Dipartimento della Giustizia accettò una transazione, riconoscendo a Wilson il diritto di pubblicare istruzioni per la produzione di armi da fuoco stampate in 3D.

### Armi da fuoco mascherate
Alcune armi artigianali più complesse sono non soltanto ben costruite, ma usano il mimetismo come camuffamento. Possono assumere le sembianze di torce, telefoni cellulari, bastoni, e grosse viti. La maggior parte sono in calibro .22 a percussione anulare, ma sono state trovare armi fuoco-torcia che spaziano da piccoli modelli in calibro .22 Long Rifle, ai più grandi che camerano cartucce da caccia calibro .410.
La maggior parte delle armi artigianali è a colpo singolo, ma esistono anche versioni a più colpi. Le più semplici zip gun di questo tipo sono simili ad una derringer, e consistono di più zip gun collegate. Anche la struttura a rivoltina è frequente nelle armi fatte in casa poiché è relativamente semplice da ottenere partendo da un fascio di tubi o da un cilindro d'acciaio. Alla fine del 2000 la polizia britannica scoprì una zip gun quattro colpi .22 LR camuffata da telefono cellulare, in cui alcuni tasti della tastiera (fisica, ovviamente) facevano sparare canne diverse. Dopo questo rinvenimento, i telefoni cellulari sono ispezionati con i raggi X in tutti gli aeroporti del mondo. Le autorità ritengono che queste armi clandestine fossero costruite in Croazia, e circolavano ancora quantomeno fino al 2004, stando ad un articolo di Time.

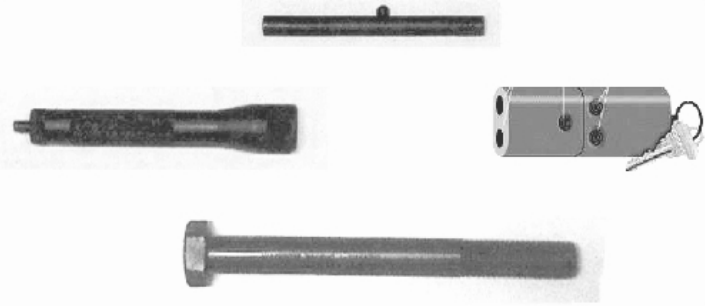
Armi da fuoco mascherate di produzione USA (In senso orario dal fondo) Arma-vite da 2,22 cm; Arma-torcia; Arma-penna (Sono tutte in calibro .22); Arma-portachiavi a doppia canna in calibro .32
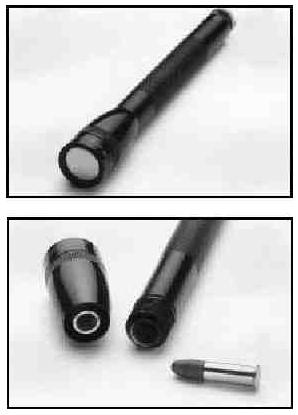
Arma da fuoco artigianale camuffata da torcia elettrica
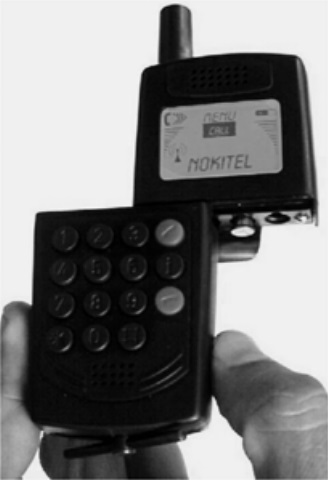
Arma a quattro colpi camuffata da cellulare
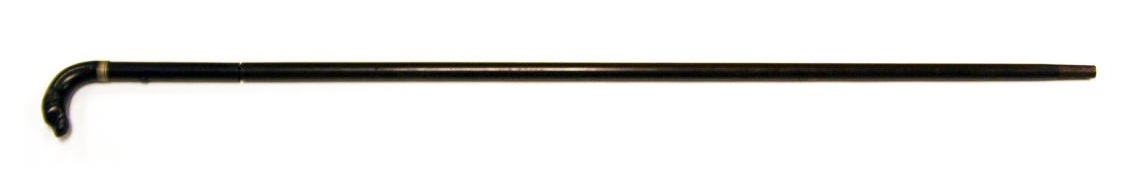
Arma-bastone
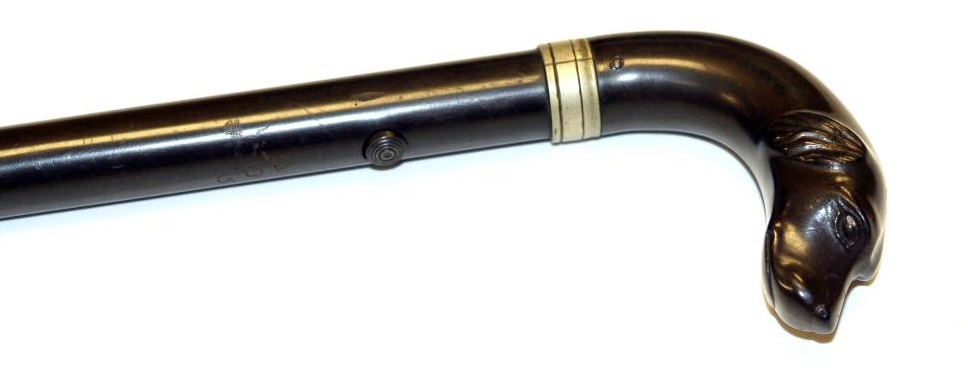
Inquadratura ravvicinata di impugnatura e grilletto di un arma-bastone
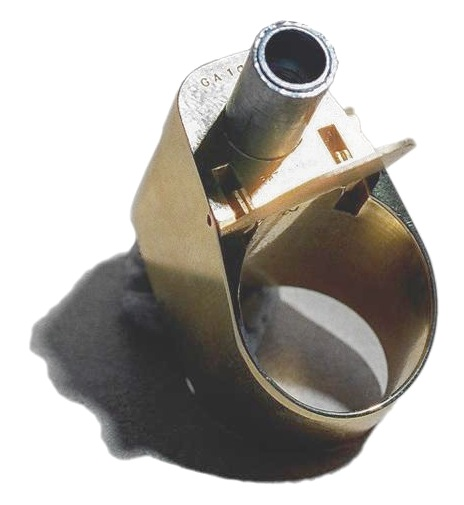
Arma-anello
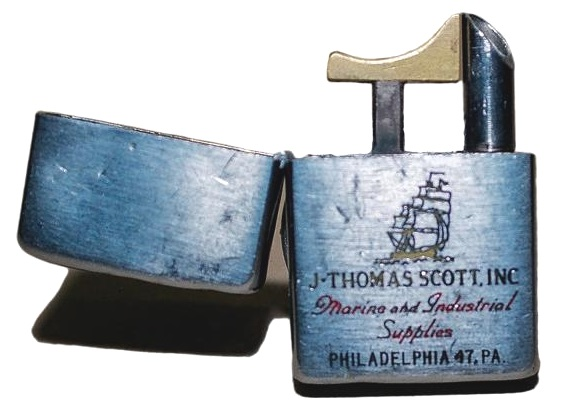
Arma-Zippo
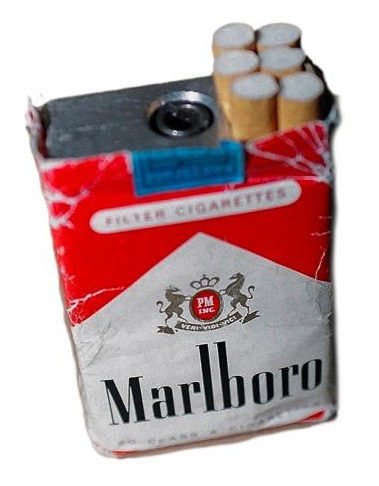
Arma-filtro di pacchetto di sigarette Marlboro

### Liberator e Deer gun
La FP-45 Liberator e la Deer gun sono un tipo di rozze pistole o a derringer, simili a zip gun, prodotte dal governo degli Stati Uniti a beneficio di forze di resistenza di territori occupati, rispettivamente nel corso della Seconda guerra mondiale e della Guerra del Vietnam.

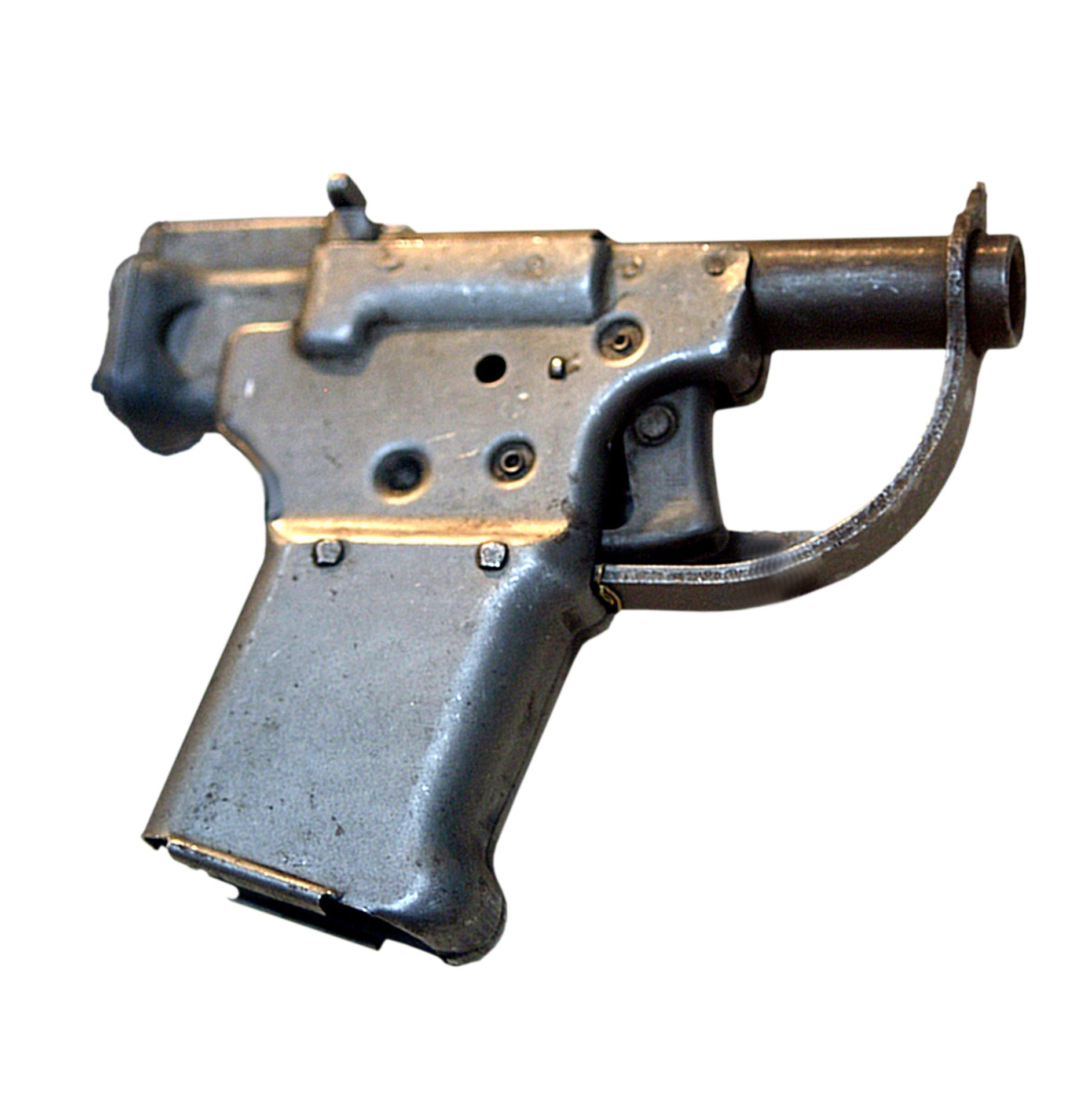
FP-45 Liberator (Zip Gun)

La FP-45 era una rudimentale pistola a colpo singolo concepita per la produzione di massa, rapida e a basso costo. Aveva appena 23 parti di acciaio, in massima parte stampato e tornito, facili ed economiche da fabbricare. Sparava la cartuccia da pistola .45 ACP da una canna non rigata e poteva contenere cinque cartucce di scorta nella cavità dell'impugnatura. Per queste caratteristiche, era pensata per un uso ravvicinato, (0,91–3,66 m), e la sua gittata massima utile era di appena 7,5 m circa. A maggiori distanze, la pallottola cominciava a capovolgersi e andare alla deriva. Il costo unitario della FP-45 originale era di 2,10 dollari, da cui il soprannome di "pistola Woolworth" (con riferimento ad una catena di grandi magazzini con merce a buon mercato).

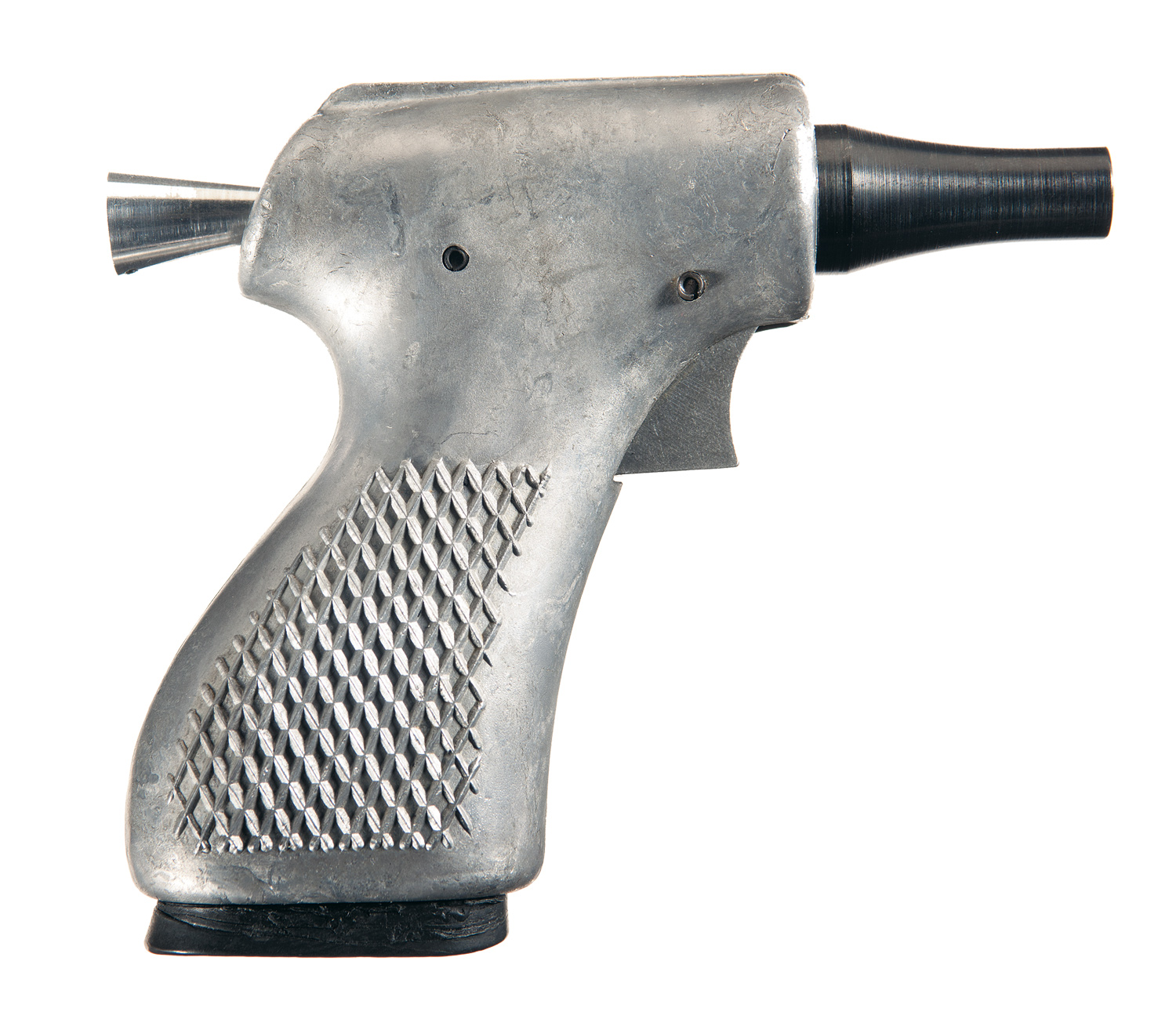
Deer gun

La Deer gun era una rozza pistola a colpo singolo che sparava cartucce 9 mm Parabellum. Era fatta di alluminio fuso, e il castello consisteva di un cilindro sulla sommità dell'arma. Il percussore sporgeva dalla coda del castello; andava armato per poter sparare, e vi si applicava una linguetta di plastica per evitare spari accidentali, poiché la Deer gun non aveva una sicura meccanica. L'impugnatura era zigrinata, cava, e poteva alloggiare tre cartucce di riserva e una bacchetta per estrarre dalla canna i bossoli esplosi. La Deer gun era sprovvista di qualsivoglia scritta identificativa, per evitare che si potesse tracciare, ed era consegnata in scatole anonime di polistirene assieme a tre cartucce ed una serie di figure che fungevano da istruzioni per l'uso. Una scanalatura sulla cima del castello costituiva il "congegno di mira". La canna si svitava per espellere la cartuccia usata e caricarne una nuova. Per armare si tirava un appiglio fino allo scatto. Il grilletto di alluminio non aveva guardamano.

### Mitra
I mitra fatti in casa sono spesso realizzati copiando progetti già esistenti, o adattando semplici meccanismi a otturatore aperto e sfruttando parti meccaniche comunemente disponibili nei negozi di ferramenta.
Il Błyskawica (parola che in polacco significa "lampo") era un mitra prodotto dall'Armia Krajowa, un movimento di resistenza che combatteva i tedeschi nella Polonia occupata. Assieme ad una versione polacca del mitra Sten, con il quale condivideva certi elementi progettuali, fu la sola arma occultamente prodotta in massa nell'Europa occupata durante la Seconda guerra mondiale.
Il Bechowiec-1 era un mitra polacco della Seconda guerra mondiale sviluppato e prodotto dall'organizzazione di resistenza Bataliony Chłopskie ("battaglioni dei contadini"). Fu sviluppato nel 1943 da 1943 by Henryk Strąpoć e prodotto in stabilimenti clandestini nella zona di Ostrowiec Świętokrzyski. Il nome del mitra fu coniato con riferimento ai membri dell'organizzazione Bataliony Chłopskie, informalmente detti bechowiec.
Il mitra Borz (Борз, che in ceceno significa "lupo", animale simbolo del Paese) è una delle svariate armi artigianali prodotte in Cecenia. Fu prodotto in tiratura limitata dal 1992 al 1999. Era usato principalmente dai separatisti ceceni.
Il Carlo (chiamato anche Carl Gustav) è un mitra costruito da piccoli laboratori in Cisgiordania. Il progetto è ispirato al Carl Gustav m/45 e alla sua variante egiziana Port Said; tuttavia, la somiglianza è spesso solo superficiale. Prodotto in varie località e spesso con parti d'arma di seconda mano, non ha specifiche rigorosamente definite. Tipicamente quest'arma è automatica. Spesso camerata con cartucce da pistola 9 mm Parabellum, ha però anche varianti .22 LR, .32 ACP, 9 × 18 mm Makarov, e 5,56 × 45 mm NATO. L'arma in sé comporta bassi costi costruttivi, ma è imprecisa e prona ad inceppamenti e malfunzionamenti.

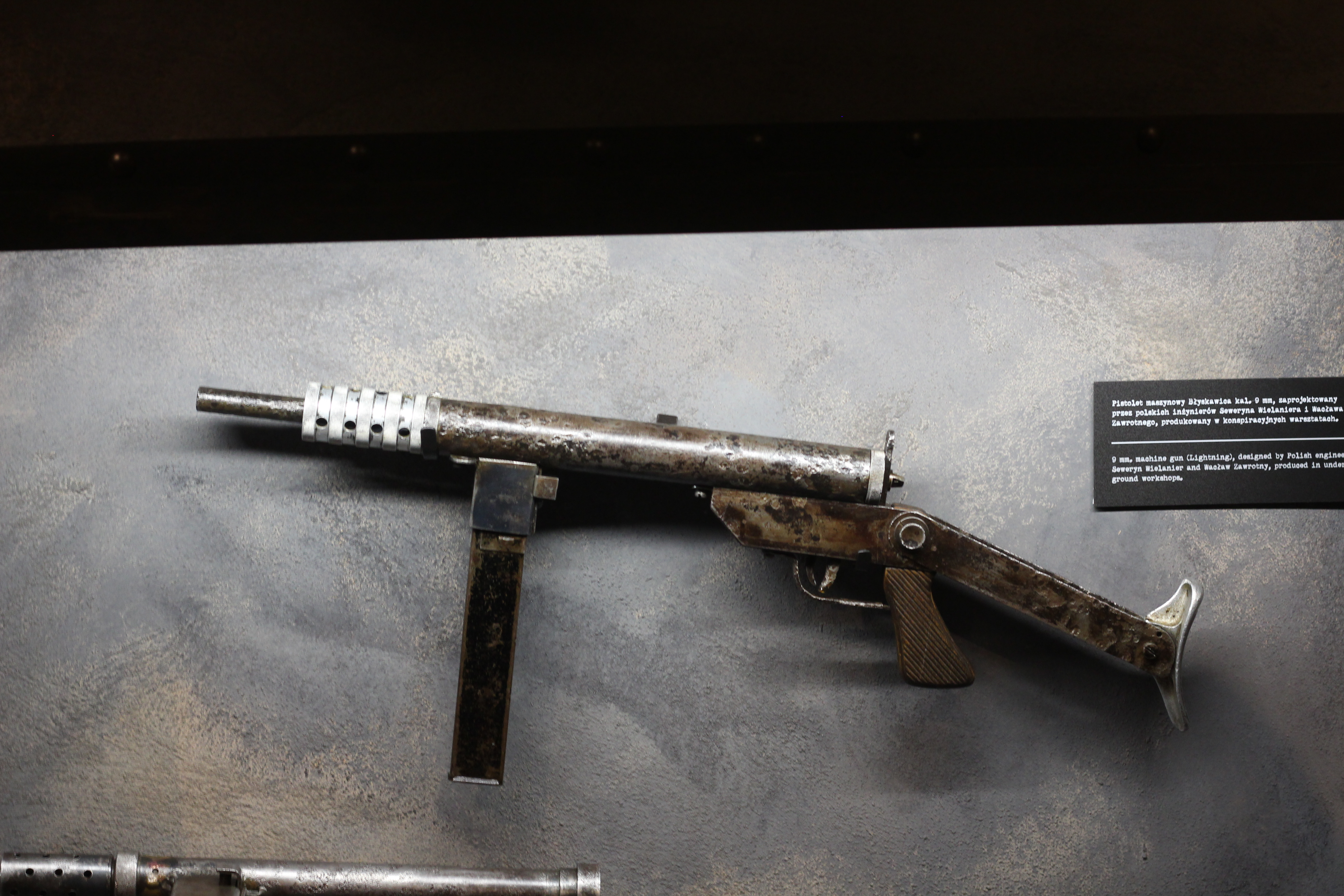
Mitra Błyskawica fatto in casa durante la Rivolta di Varsavia
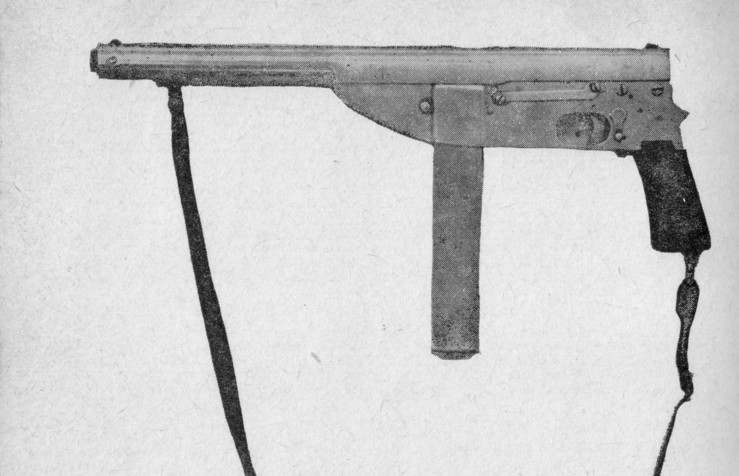
Mitra Bechowiec fatto in casa durante Ła Rivolta di Varsavia
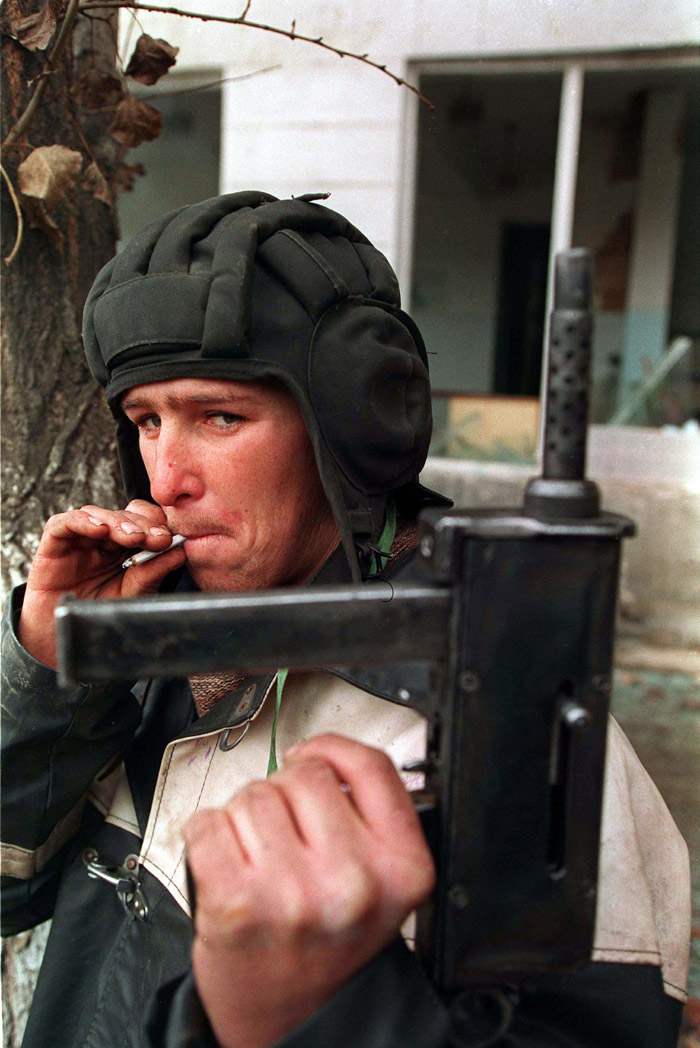
Un guerrigliero ceceno impugna un mitra Borz fatto in casa durante la Battaglia di Groznyj, gennaio 1995
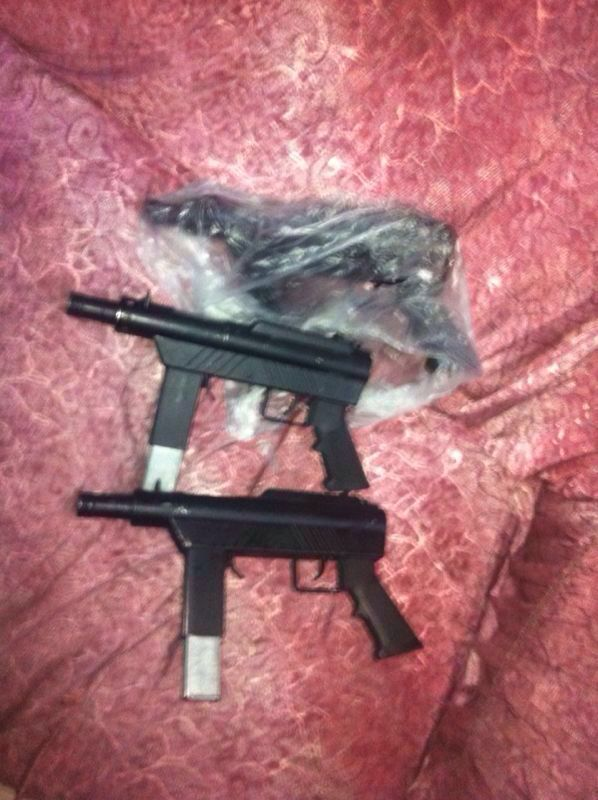
Tre mitra Carlo fatti in casa

### Modifiche o conversioni
Anche le pistole lanciarazzi sono state convertite in armi da fuoco. Il risultato si può ottenere sostituendo la canna (spesso di plastica) di questi strumenti con un tubo di metallo forte abbastanza per camerare una cartuccia da caccia, o inserendo una canna di calibro minore in quella originale della lanciarazzi (come si fa con i riduttori di calibro) per camerare una cartuccia per arma da fuoco, quale la .22 Long Rifle.

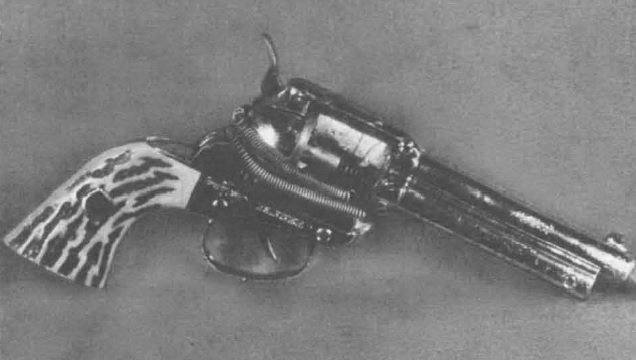
Una zip gun realizzata a partire da una pistola giocattolo a capsule. L'arma è in grado di sparare una cartuccia calibro .22

Le armi artigianali più avanzate possono usare parti di altri prodotti simili ad armi. Un esempio è la pistola giocattolo a capsule. Si può smontare, le si può aggiungere una canna, trasformando il giocattolo in una vera arma. Si può aggiungere uno "spillo" percussore al cane, per concentrare la forza sul fondello che innesca la cartuccia. Se la pistola giocattolo ha una molla del cane abbastanza forte, il meccanismo di scatto può essere usato senza modifiche; altrimenti si possono aggiungere elastici per aumentare la forza del cane.
Sono state modificate anche armi ad aria compressa per convertirle in armi da fuoco. Il Brocock Air Cartridge System (BACS), ad esempio, usa una "cartuccia" autosufficiente grosso modo della misura di una cartuccia .38 Special, che contiene serbatoio d'aria, valvola, e una pallottola calibro .22 (5,5 mm). Numerosi delitti sono stati compiuti mediante armi ad aria compressa BACS convertite in armi da fuoco, ricalibrando con un trapano la canna per sparare una cartuccia .38 Special, oppure alterando il tamburo perché accettasse cartucce calibro .22. Anche le armi concepite per usare solo cartucce a salve (ossia con carica ridotta, e sprovviste di ogiva) possono essere convertite aggiungendo una canna, benché le leghe di scarsa qualità usate per armi a salve di poco prezzo si possano spezzare con le pressioni e le sollecitazioni meccaniche generate dall'esplosione di una "vera" cartuccia.

### Zip gun
Le zip gun sono generalmente rudimentali armi fatte in casa consistenti di canna, otturatore e un meccanismo di sparo. Per piccole cartucce a bassa pressione, come le comuni calibro .22 rimfire, può andar bene anche una tubazione di poco spessore, attaccata ad un pezzo di legno come impugnatura. Un elastico anima il percussore, che l'utente tira indietro e poi rilascia per sparare. La leggerezza della tubazione dà luogo ad un'arma da fuoco che può essere pericolosa per il tiratore non meno che per il bersaglio; la scadente canna liscia offre modesta precisione ed è prona ad esplodere al momento del tiro. I progetti migliori usano tubi più pesanti e meccanismi a molla. Le zip gun più grandi, come i fucili a canna liscia fatti in casa chiamati tumbera (Argentina), bakakuk (Malesia), o sumpak (Filippine) sono fatti anche di materiali improvvisati come chiodi, tubi d'acciaio, pezzi di legno, frammenti di corde, e così via.

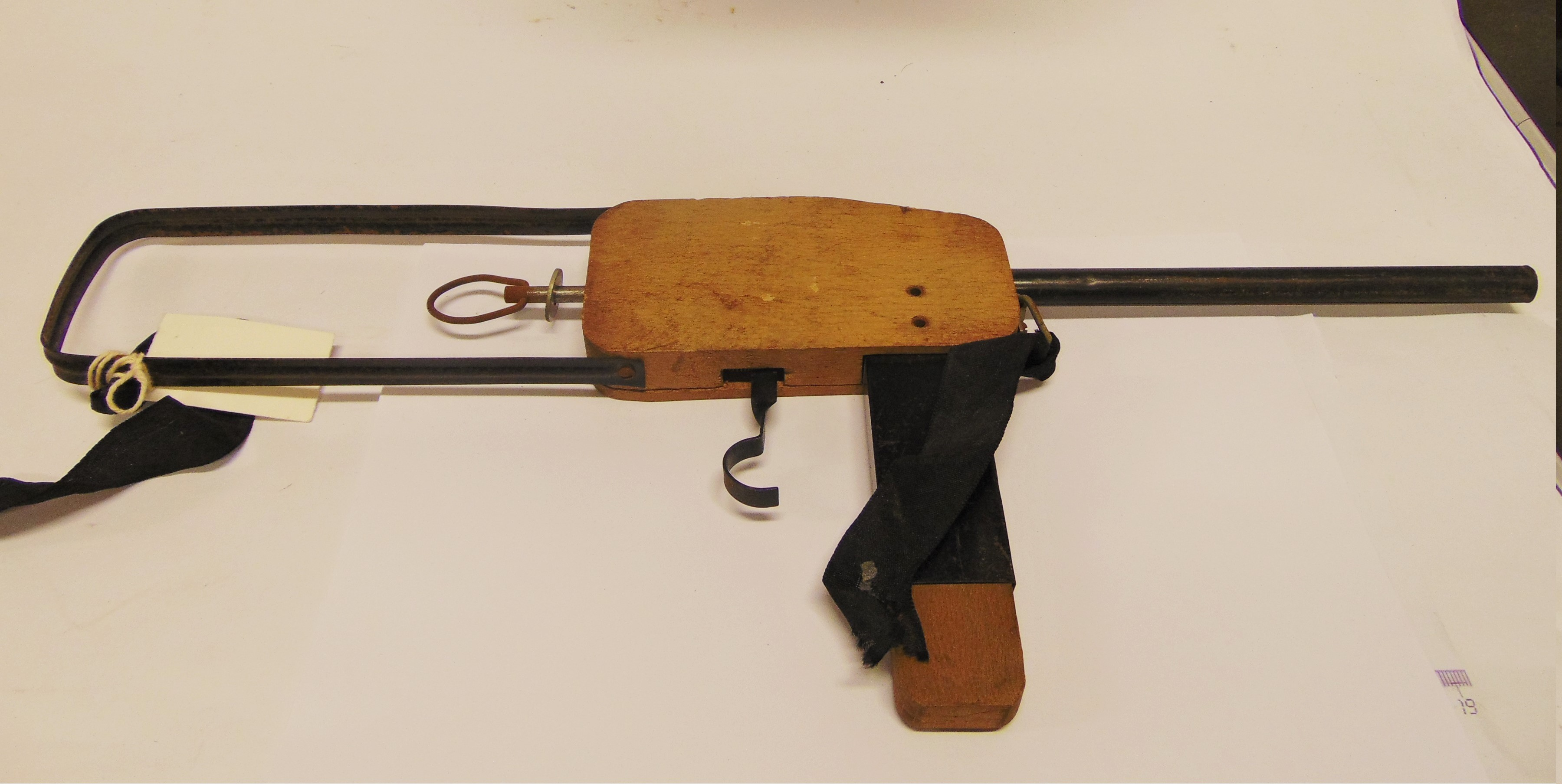
Arma da fuoco improvvisata usata nella Seconda guerra mondiale
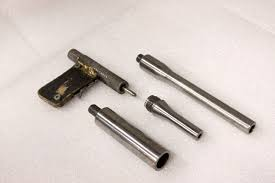
Zip gun improvvisata con canne intercambiabili
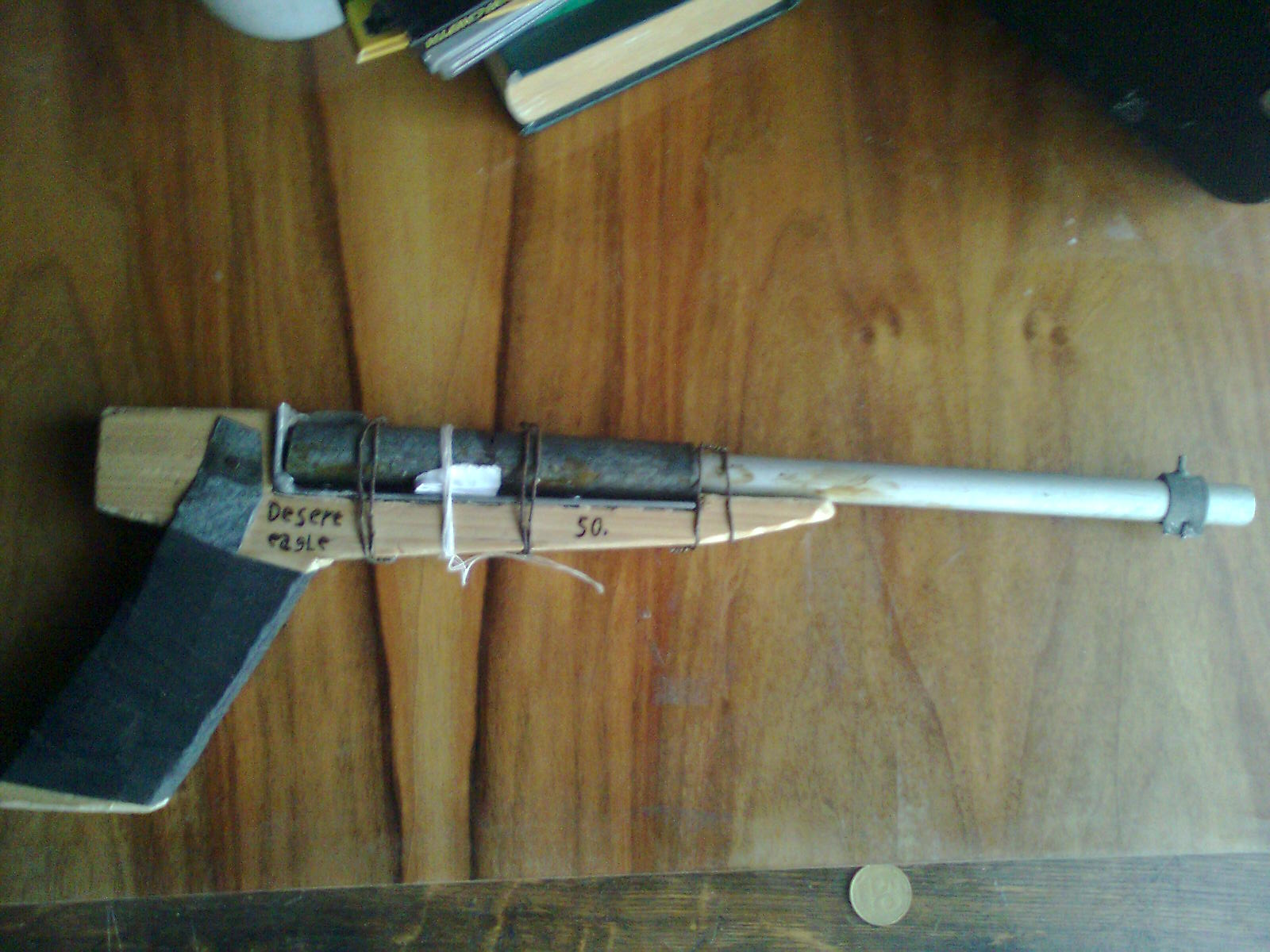
Zip gun
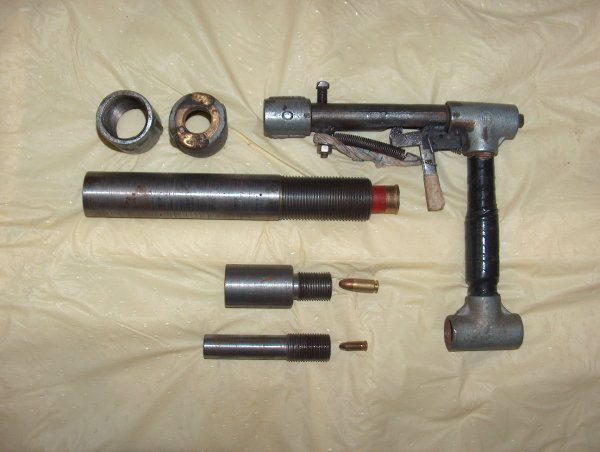
Un'arma molto rozza e tuttavia funzionale fatta da un uomo in India; è costruita per lo più di materiale per impianti idraulici
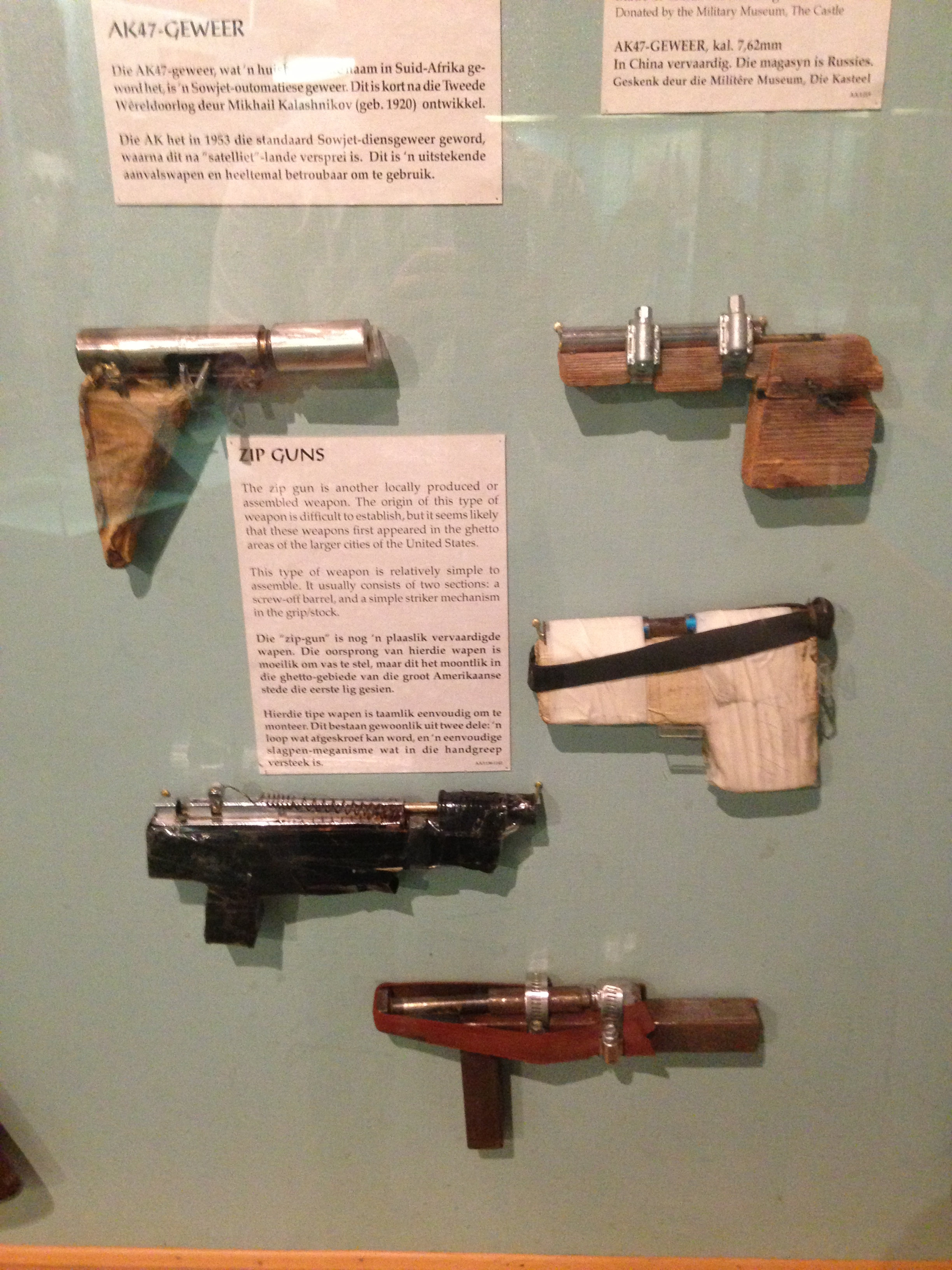
Raccolta di zip gun

## Produzione e diffusione nel mondo
Negli Stati Uniti, creare un'arma artigianale per uso personale non necessita di autorizzazione professionale, registrazione, controllo di precedenti/idoneità psicologica, o numero di serie, ma l'arma che viene creata dev'essere rilevabile da un cercametalli ai sensi di una legge federale. Tuttavia, tali armi da fuoco sono spesso illegali in altre giurisdizioni e sono comunemente associate a bande, che possono usarle per delitti violenti, come l'omicidio. In altri casi, possono essere impiegate per altre attività illegali non necessariamente legate a crimini violenti, come ad esempio il bracconaggio. Le "zip gun" erano diffuse negli Stati Uniti degli anni 1950, ma in seguito sono divenute più rare.

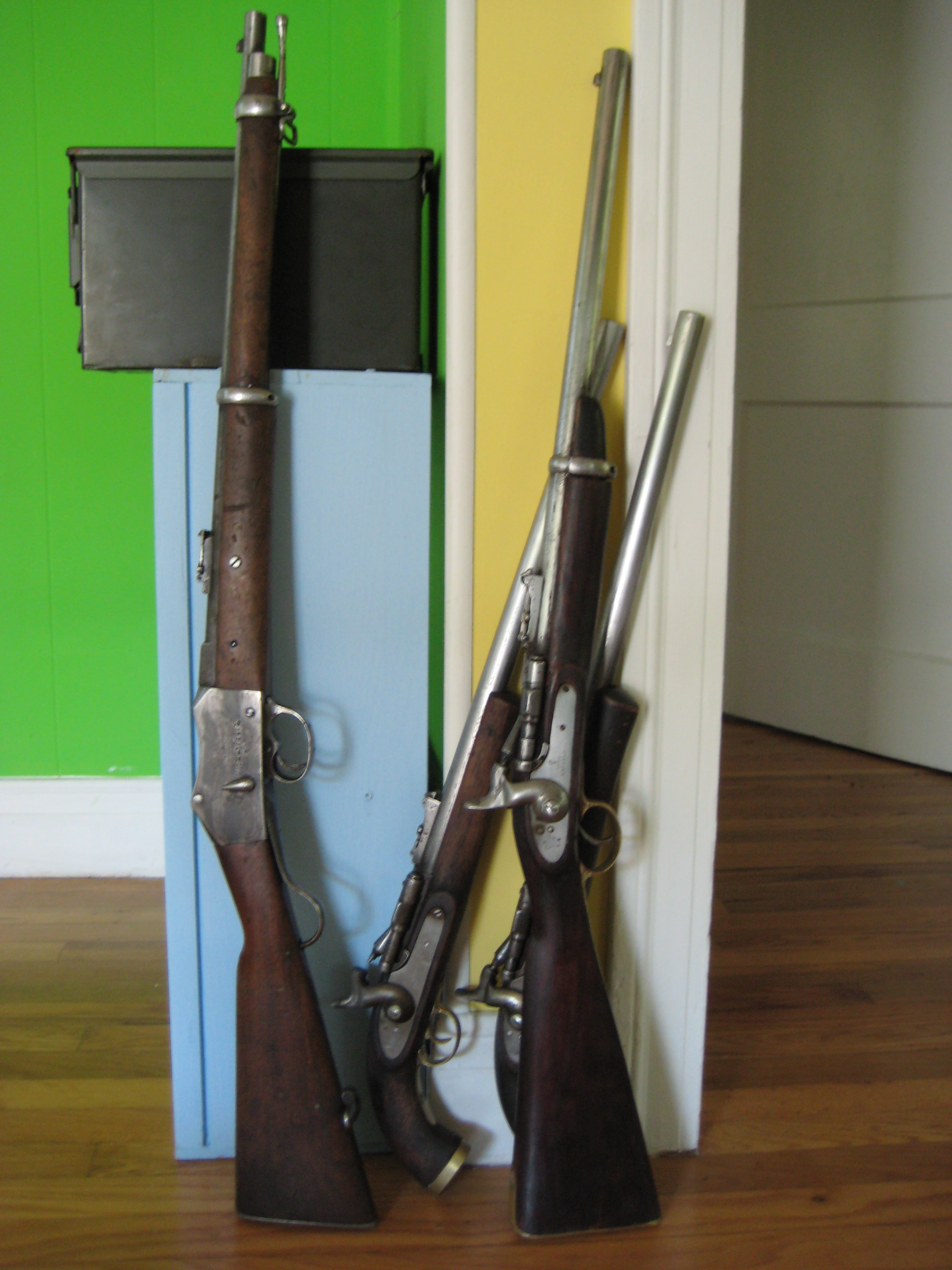
Copie di fucili britannici Martini e Snider fabbricate nella zona del Khyber

In Asia armaioli artigianali sono attivi nella regione del Passo Khyber tra Pakistan e Afghanistan. La zona ha da molto tempo la reputazione di produrre copie abusive, fatte in casa, di armi da fuoco usando qualunque materiale sia disponibile — per lo più binari ferroviari, parti di veicoli in demolizione, e altri metalli di recupero. La qualità di queste armi varia ampiamente, da quella paragonabile al prodotto industriale, alla pericolosamente scadente. Buona parte di questo artigianato gravita intorno alla città di Darra Adam Khel.
In India, l'uso di pistole fabbricate localmente è assai diffuso, specialmente nelle zone di Bihar e Purvanchal. La costruzione di queste armi ha preso le forme del Verlagssystem, e i componenti sono spesso fabbricati partendo da rottami metallici; ad esempio le canne ricavate da giunti di sterzo per autocarro.
In zone come il Sudafrica sono molto comuni le armi artigianali. Uno studio della Municipalità distrettuale di Zululand (Sudafrica) è risultato che la maggior parte delle armi artigianali erano rudimentali fucili a canna liscia 12 gauge, con un semplice meccanismo di scatto a "tiro e rilascio"; come le cartucce .22 LR (più volte nominate), le cartucce da caccia lavorano con basse pressioni, il che le rende più adatte alle fragili canne di armi artigianali.
Quand'anche non si trovino in commercio cartucce, si possono usare armi a polvere da sparo fatte in casa; armi del genere furono oggetto di un giro di vite nel 2008 in Cina. In molte zone dell'Africa, come nello Zimbabwe, i bracconieri usano moschetti artigianali e fucili a canna liscia caricati con polvere da sparo rubata da mine.
Nella città di Danao (Cebu), Filippine, la produzione di armi artigianali è così radicata che i fabbricanti operano legalmente, anche esercitandone il commercio. I costruttori di Danao producono rivoltelle nei calibri .38 e .45, e repliche semiautomatiche di Ingram MAC-10 e TEC-9.
Nel 2004 a Melbourne (Australia) fu sequestrata una "fabbrica clandestina di armi", che tra l'altro produceva numerose copie silenziate del mitra Owen; si sospettò che avessero come acquirenti le bande locali dedite al traffico di droga.
Sono state usate armi artigianali anche in Russia, principalmente per omicidi domestici e terrorismo.
Anche nella sparatoria nella sinagoga di Halle del 9 ottobre 2019 furono usate armi artigianali; le armi fatte in casa — un fucile a canna liscia e un mitra "Luty" — ebbero numerosi malfunzionamenti. L'assalitore, un terrorista antisemita neonazista, disse nella diretta social dell'azione, "sono certamente riuscito a dimostrare quanto sono assurde le armi artigianali."
In Italia, a Caivano (Napoli), un'incursione delle forze dell'ordine reperì numerose armi illegali della camorra, tra cui un'arma calibro .22 fatta in casa, 400 cartucce fatte in casa (probabilmente da utilizzare con la lupara, che a sua volta è spesso di fabbricazione artigianale), un silenziatore fatto in casa, e una penna-arma.
In Giappone, fu usato un artigianale fucile a canna liscia nell'assassinio di Shinzō Abe, già primo ministro nipponico, avvenuto il giorno 8 luglio 2022.